# Alejandro Martínez (cyclisme)
Martínez  Chorro est un nom espagnol. Le premier nom de famille, en général paternel, est Martínez ; le second, en général maternel, souvent omis, est Chorro.
Pour les articles homonymes, voir Martínez.
Alejandro Martínez Chorro, né le 28 mai 1998 à Sant Vicent del Raspeig, est un coureur cycliste sur piste espagnol, spécialiste des épreuves de vitesse.

## Biographie
Médaillé de bronze du kilomètre aux championnats du monde de cyclisme sur piste 2022, il devient le premier coureur espagnol à franchir la barre symbolique de la minute dans cette discipline.

## Palmarès

### Championnats du monde
| Édition / Épreuve              | Kilomètre | Keirin | Vitesse | Vitesse par équipes |
| Hong-Kong 2017                 | 24e       | 10e    |         |                     |
| Apeldoorn 2018                 |           | 10e    |         |                     |
| Prusków 2019                   |           | 13e    |         |                     |
| Berlin 2020                    |           | 12e    |         |                     |
| Roubaix 2021                   | 7e        | 11e    |         | 25e                 |
| Saint-Quentin-en-Yvelines 2022 | Bronze    | 23e    | 28e     | 14e                 |

### Coupe des nations
- 2021
  - 2e de la vitesse par équipes à Hong-Kong
- 2022
  - 3e du kilomètre à Glasgow

### Championnats d'Europe
| Édition / Épreuve          | Kilomètre | Keirin | Vitesse | Vitesse par équipes |
| Montichiari 2016 (juniors) | Bronze    |        |         |                     |
| Glasgow 2018               | 18e       |        |         | 9e                  |
| Apeldoorn 2019             |           |        |         | 9e                  |
| Plovdiv 2020               |           | 5e     |         | 4e                  |
| Granges 2021               | 5e        | 19e    | 18e     |                     |
| Munich 2022                | 4e        | 10e    | 14e     | 8e                  |
| Granges 2023               | Argent    | 25e    | 17e     | 8e                  |

### Championnats nationaux
| - 2013 - Champion d'Espagne du 500 mètres cadets - 2e du championnat d'Espagne de vitesse cadets - 2014 - Champion d'Espagne du 500 mètres cadets - 2e du championnat d'Espagne de vitesse cadets - 2015 - 2e du championnat d'Espagne de vitesse juniors - 2e du championnat d'Espagne du kilomètre juniors - 2e du championnat d'Espagne de keirin juniors - 2016 - Champion d'Espagne du kilomètre espoirs - Champion d'Espagne du keirin espoirs - Champion d'Espagne de vitesse juniors - Champion d'Espagne du kilomètre juniors - Champion d'Espagne du keirin juniors - 2e du championnat d'Espagne du kilomètre - 2e du championnat d'Espagne du keirin - 2017 - Champion d'Espagne du keirin espoirs - Champion d'Espagne du kilomètre espoirs - 2e du championnat d'Espagne du kilomètre - 3e du championnat d'Espagne du keirin - 2018 - Champion d'Espagne de vitesse espoirs - Champion d'Espagne du keirin espoirs - Champion d'Espagne du kilomètre espoirs - 2e du championnat d'Espagne du kilomètre - 2e du championnat d'Espagne du keirin - 3e du championnat d'Espagne de vitesse par équipes | - 2020 - Champion d'Espagne du keirin espoirs - 3e du championnat d'Espagne de vitesse - 3e du championnat d'Espagne du keirin - 2021 - Champion d'Espagne du kilomètre - 2e du championnat d'Espagne de vitesse - 3e du championnat d'Espagne du keirin - 2022 - Champion d'Espagne du kilomètre - Champion d'Espagne de vitesse individuelle - Champion d'Espagne de vitesse par équipes - 2e du championnat d'Espagne du keirin - 2023 - Champion d'Espagne du kilomètre - Champion d'Espagne du keirin - Champion d'Espagne de vitesse par équipes - 2e du championnat d'Espagne de vitesse |  |